# Zimna Dolinka

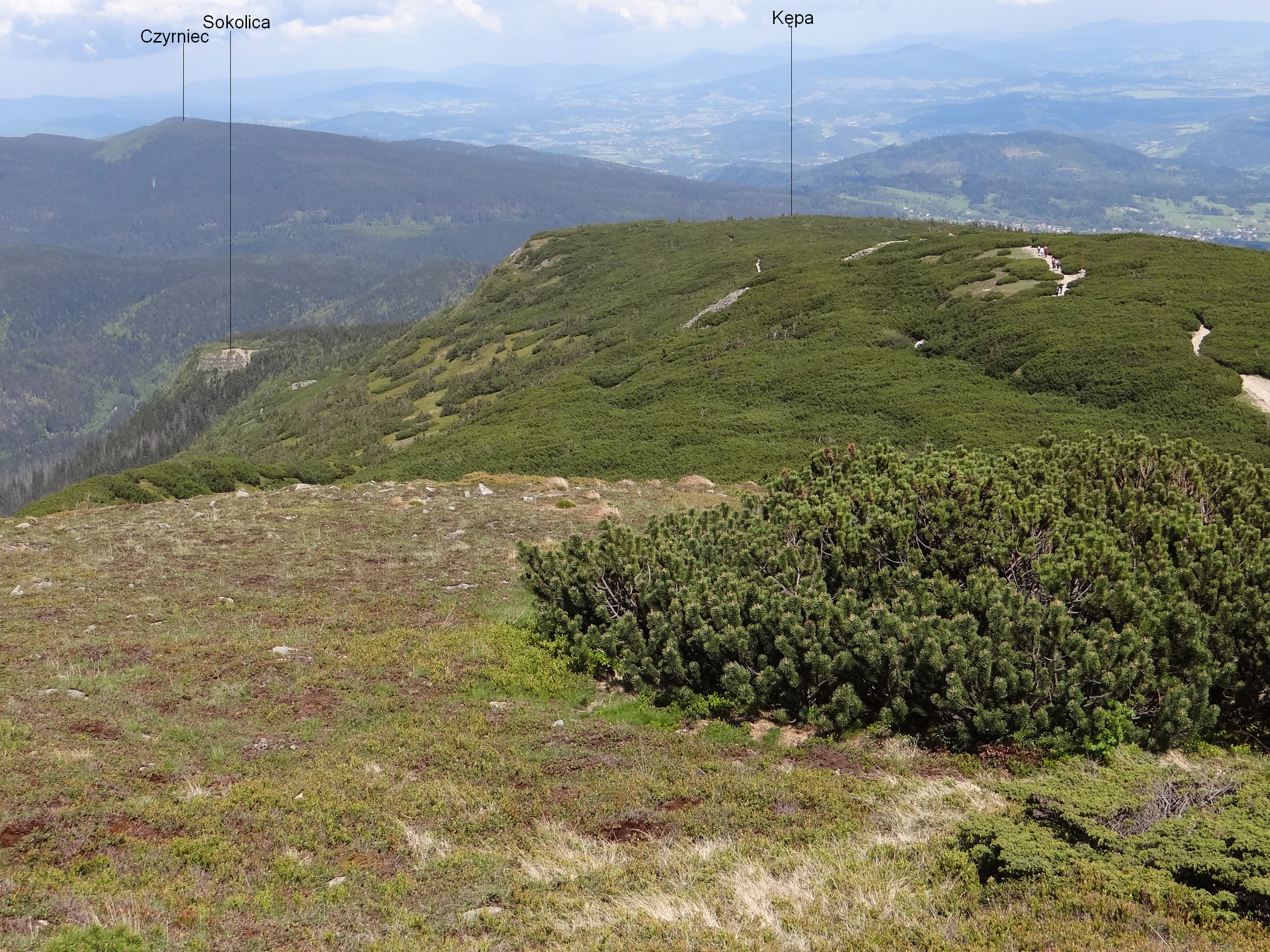
Zimna Dolinka widoczna po lewej stronie szlaku turyst.

Zimna Dolinka – przygrzbietowy rów zboczowy w masywie Babiej Góry w Beskidzie Żywiecko-Orawskim, znajdujący się po stronie północnej od linii grzbietu, między wzniesieniami Gówniaka i Kępy.
Rów ten odchodzi od grzbietu w pobliżu Gówniaka i opada łagodnie w kierunku północno-wschodnim. Jego zbocza nie są skaliste, a od północy ogranicza go wysoki, zadarniony wał porośnięty kosodrzewiną. Na jego dnie, w pobliżu wylotu, znajduje się Zimny Stawek – najwyżej położony staw w masywie Babiej Góry.
Nazwa dolinki jest nazwą młodą – została nadana dopiero w XX w. przez przyrodników prowadzących badania na Babiej Górze i utrwalona przez turystów. Nazwa wzięła się stąd, że wiosną w dolince długo zalega śnieg, nawiewany do niej obficie w czasie zimy. Ten płat śniegu jest widoczny czasem aż do połowy lata z Kępy i Sokolicy, a nawet z Hali Śmietanowej w masywie Policy. W dolince rozwija się oryginalny zespół roślinności, charakterystyczny dla takich wyleżysk śnieżnych.
Zimna Dolinka znajduje się w Babiogórskim Parku Narodowym, w granicach wsi Zawoja w województwie małopolskim, w powiecie suskim, w gminie Zawoja.